# صخرة النصلة
صخرة النصلة أحد مواقع التراث الطبيعي التي تقع في محافظة تيماء في منطقة تبوك شمال غرب السعودية، سميت بصخرة النصلة لأنها نصلت أو قسمت لنصفين شبه متساويين بخط مستقيم، وتتربع على قاعدتين كأنها تحمل الصخرة مما جعلها أحد الأعاجيب الجيولوجية في العالم. يبلغ طولها حوالي 8 أمتار ويزيد عمرها عن أكثر من 400 سنة.

## انظر ايضاً
- تبوك
- حصاة النصلة
- جبل الفيل